# Roger K. Furse
Roger Kemble Furse (Ightham, 11 settembre 1903 – Corfù, 18 agosto 1972) è stato un costumista e scenografo britannico.

## Filmografia parziale
- Ivanhoe, regia di Richard Thorpe (1952)
- I cavalieri della Tavola Rotonda (Knights of the Round Table), regia di Richard Thorpe (1953)